# Sœurs de l'Alliance
Les Sœurs de l'Alliance forment une congrégation religieuse féminine de droit pontifical. Cette congrégation est née en 2002, de l'union de sept congrégations, dont la plus ancienne date du XIIIe siècle.

## Histoire
En 1995, les Sœurs de la Présentation de Marie de Chatel, de la Sainte Enfance de Marie de Nancy et de l'Immaculée Conception de Chambéry se mettent en fédération. Elles sont rejointes en 1999 par les Sœurs de Notre-Dame du Fief, de Notre-Dame auxiliatrice de Montpellier, de saint Roch de Viviers et de la Compassion de Villersexel. Elles fusionnent 1er novembre 2002 sous le nom actuel par un décret du Saint-Siège. Elles sont reconnues juridiquement par un décret de 2006 qui inclut les Sœurs servites de la Compassion de Saint-Firmin.
- • Les Sœurs de Notre-Dame du Fief ou sœurs noires fondées en 1274 à Bailleul (Nord) par des religieuses augustines en remplacement d'un béguinage[4].

- • Les Sœurs de la Compassion de Marie fondées à Le Bélieu (Doubs) en 1809 par l'abbé Lambelot et Marie-Agnès Pagnot pour le service des pauvres[5]. Elles s'établissent ensuite à Villersexel[6]. Elles sont approuvées le 27 août 1841 par Césaire Mathieu, archevêque de Besançon[7].

- • Les Sœurs de la Présentation de Marie fondées à Arinthod (Jura) en 1823 par l'abbé Joseph Perray (1798-1863). La première prise d'habit a lieu en 1829. Les sœurs prennent soin des malades notamment en assurant des veilles de nuit. En 1837, Colette Pellier en religion Mère Marie-Xavier est nommée supérieure générale. Sous son gouvernement, les fondations se multiplient. En 1850, la maison-mère est transférée à Châtel-de-Joux[8]. La congrégation est approuvée en 1893 par César-Joseph Marpot, évêque de Saint-Claude[9].

- • Les Sœurs de la Sainte Enfance de Marie fondées le 1er novembre 1823 à Dommartin-la-Chaussée (Meurthe-et-Moselle) par l'abbé Claude Daunot (1785-1866) pour l'enseignement des enfants et le soin des malades[8]. L'abbé Daunot envoie d'abord les futures religieuses se former chez les sœurs de la Providence de Portieux[10]. L'institut est reconnu le 8 décembre 1827 par Charles de Forbin-Janson, évêque de Nancy et la maison-mère est ensuite transférée à Nancy[11]. La congrégation est approuvée par ordonnance royale du 30 août 1842. Une nouvelle ordonnance du 4 septembre 1845 autorise la communauté en tant que sœurs hospitalières pour les campagnes puis un décret impérial du 17 janvier 1855 la reconnaît comme congrégation enseignante[10].

- • Les Sœurs de l'Immaculée-Conception de Chambéry (Savoie) fondées le 7 mars 1827 à Saint-François-de-Sales dans le Massif des Bauges par le curé Gabriel-Marie Muffat-Jeandet et Anne Nicoud sous le nom de Filles ouvrières de Saint François de Sales dans le but de visiter les malades et d'apprendre à lire aux enfants[12]. En 1860, la fondatrice change le nom de la congrégation pour celui de Sœurs de l'Immaculée-Conception[13].

- • Les Sœurs gardes-malades de Notre-Dame Auxiliatrice fondées le 1er juillet 1845 à Montpellier (Hérault) par le Père André Soulas (1808-1857) et Virginie Montagnol, en religion mère Marie de Jésus (1812-1875) pour le soin des malades à domicile. Le nom de la congrégation est choisi par Charles-Thomas Thibault, évêque de Montpellier, car il veut qu'elle soit sur le modèle des Sœurs du Bon Secours de Notre-Dame Auxiliatrice fondées en 1824 à Paris dans le même but[14]. Le 26 mai 1858, un décret civil reconnaît la communauté comme congrégation religieuse à supérieure générale sous réserve qu'elle se conforme aux statuts des Sœurs du Bon Secours de Paris[15]. L'institut est approuvé par le Saint-Siège le 6 mai 1871[16]. Les constitutions sont approuvées provisoirement le 10 décembre 1886 ; Rome donne son approbation définitive le 8 novembre 1900[15].

- • Les Sœurs de saint Roch fondées à Antraigues (Ardèche) le 7 août 1859 par l'abbé Laurent Froment (1813-1852), curé de la paroisse[17]. En 1877, la maison-mère est transférée à Viviers[15]. En 1947, elles absorbent les sœurs de Meysse[17]. Elle ne doivent pas être confondues avec les sœurs de Saint Roch de Felletin qui ont fusionnées en 1943 avec les Sœurs de la Providence de Saint André de Peltre[4].
  - Les Sœurs de l'Immaculée-Conception de Meysse fondées en 1826 à Meysse (Ardèche) par le curé Jean-François Seyverac (1781-1854) et Jeanne-Marie Richard (-1828)[18].

- • Les Sœurs servites de la Compassion fondées en 1854 à Saint-Firmin (Meurthe-et-Moselle) par l'abbé Thiriet et agrégées à l'ordre des Servites de Marie[4].

## Activités et diffusion
Les sœurs se dédient à divers apostolat.
Elles sont présentes en France et en Italie.
En 2017, elles étaient 227 sœurs dans 31 maisons.